# Eutaw
Eutaw es un pueblo ubicado en el condado de Greene en el estado estadounidense de Alabama. En el censo de 2000, su población era de 1878.

## Demografía
En el 2000 la renta per cápita promedia del hogar era de $23,056, y el ingreso promedio para una familia era de $32,946. El ingreso per cápita para la localidad era de $14,573. Los hombres tenían un ingreso per cápita de $30,284 contra $18,869 para las mujeres.

## Geografía
Eutaw se encuentra ubicado en las coordenadas 32°50′26″N 87°53′21″O / 32.84056, -87.88917 (30.526394, -87.895687)
Según la Oficina del Censo de los EE. UU., la ciudad tiene un área total de 4.58 millas cuadradas (11.87 km²).